# Oxalis roselata
Oxalis roselata är en harsyreväxtart som beskrevs av A.St.-hil.. Oxalis roselata ingår i släktet oxalisar, och familjen harsyreväxter. Inga underarter finns listade i Catalogue of Life.